# Te Puke

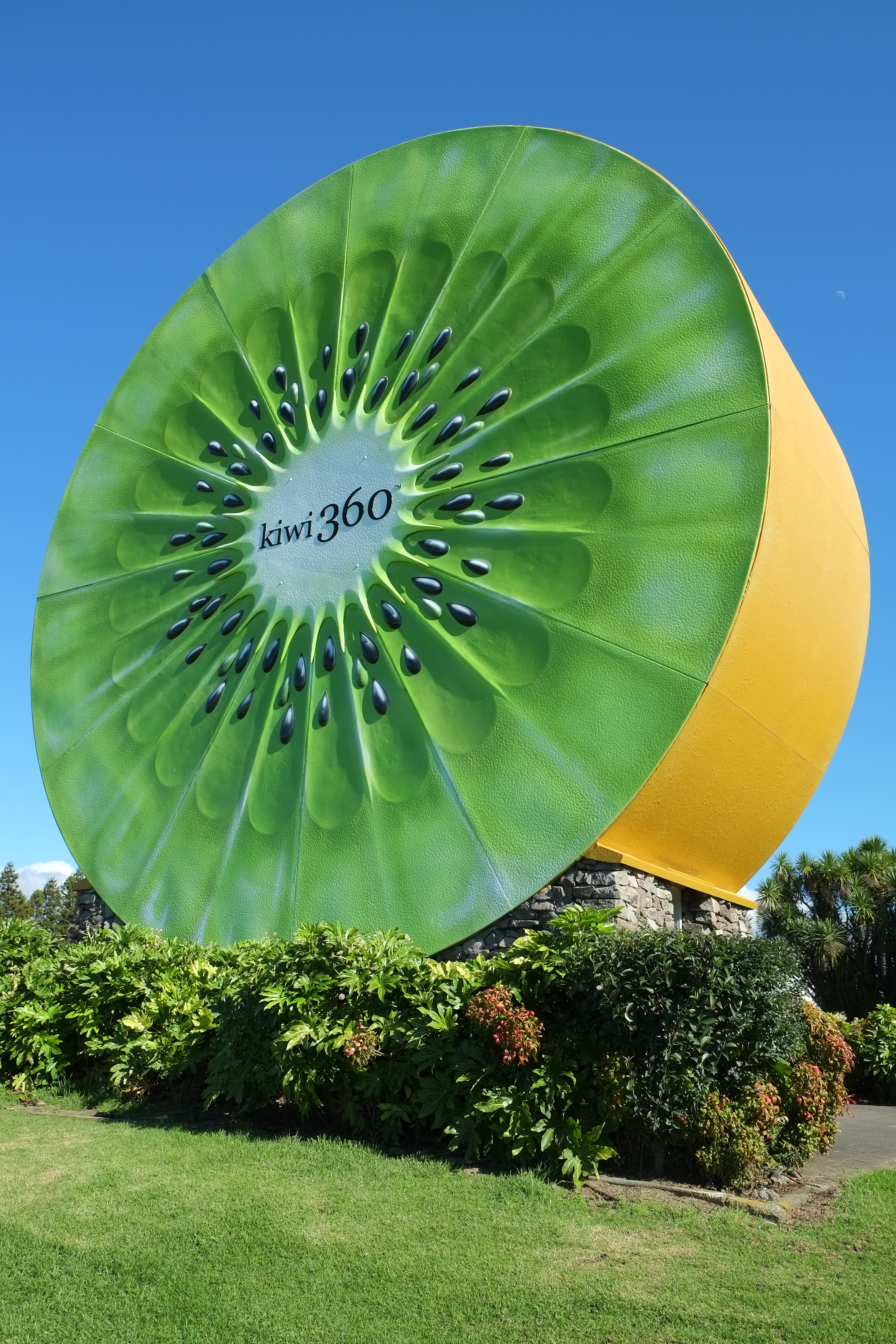
Kiwi 360.

Te Puke is een stad in Bay of Plenty in Nieuw-Zeeland, Het staat vooral bekend om de export van kiwi's. De stad heeft 7496 inwoners volgens de telling van 2013.

## Kiwi 360
De attractie Kiwi 360 staat in Te Puke, deze attractie is in 1987 geopend. 

## Geboren
- Ryan Thomas, 20  december 1994, voetballer